# Salers (Käse)

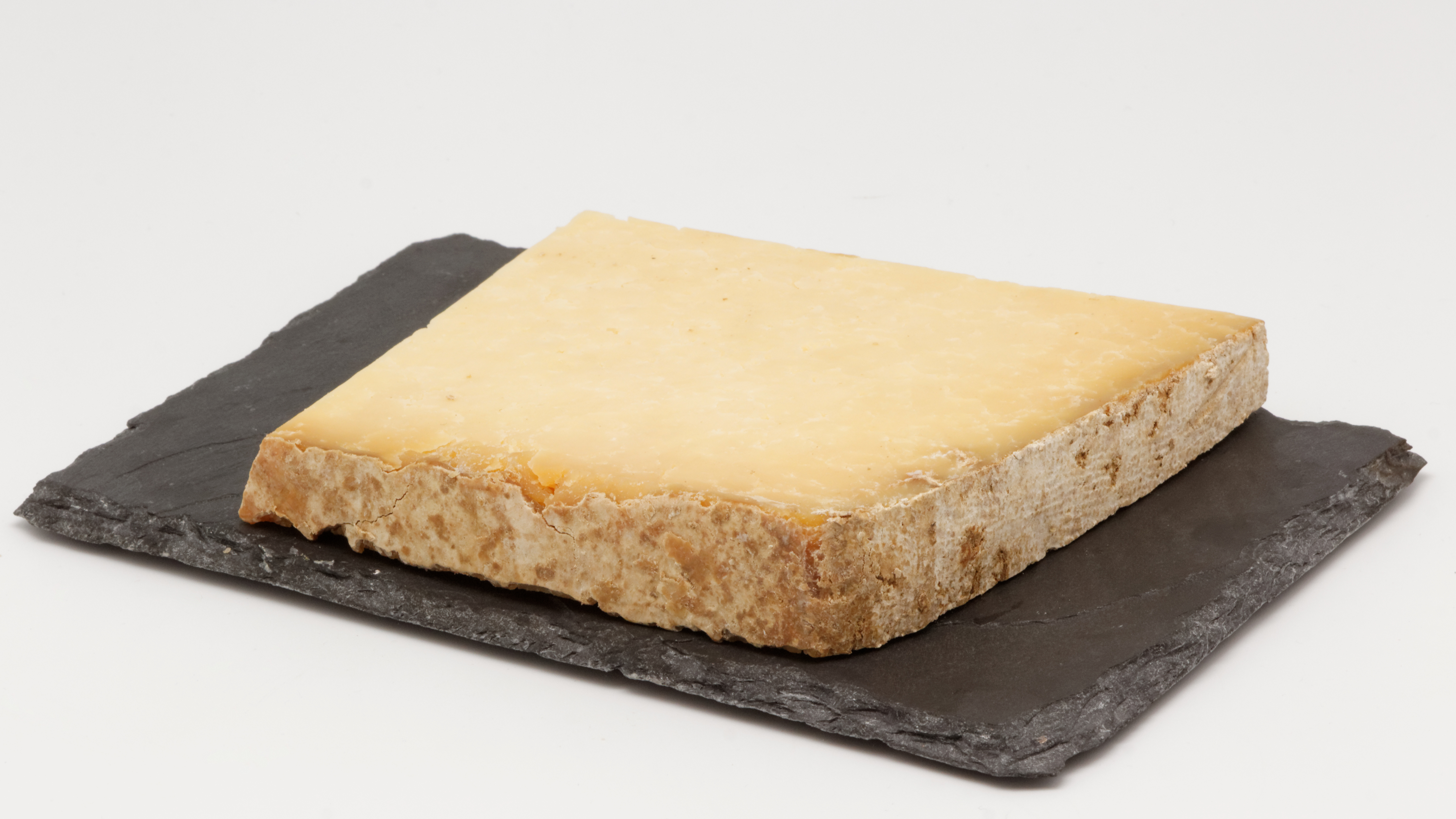
Salers-Käse aus der Auvergne

Salers ist eine althergebrachte AOP-Rohmilchkäsesorte aus der Gegend um die Gemeinde Salers in der Auvergne in Frankreich. Der Käse ist schnittfest und reift bis zum Verzehr mindestens drei Monate. Der Käse mit 44 % Fett i. Tr. schmeckt leicht säuerlich und hat ein herbes, erdiges Aroma. Der Käselaib hat bei einem Durchmesser von 38 bis 48 Zentimetern und einer Höhe zwischen 30 und 40 Zentimeter ein Gewicht von 30 bis 50 kg. Von der Art und Form her ist der Salers mit dem Cantal verwandt.

## Herstellung

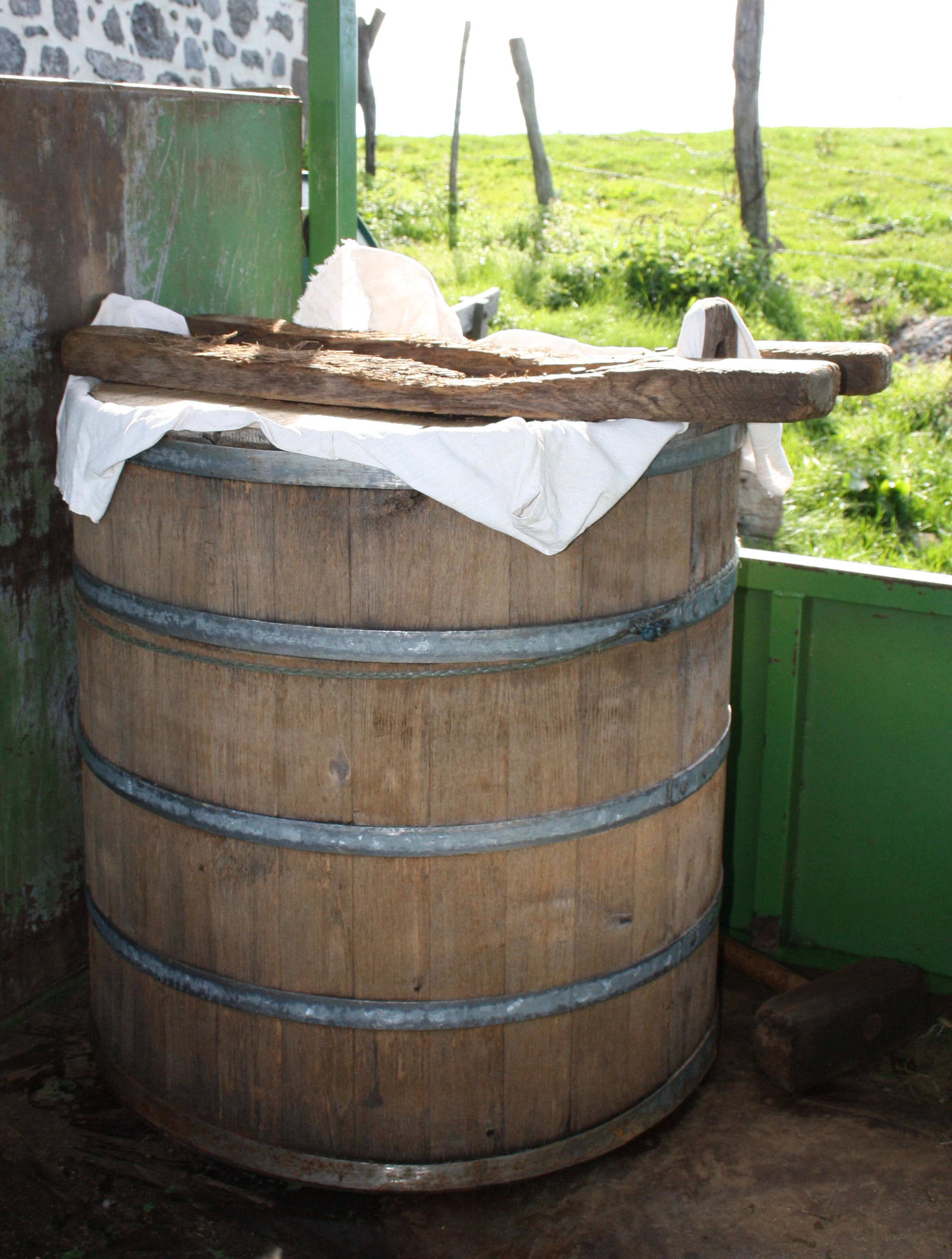
Eine „Gerle“

Die Appellation d’Origine Protegée (AOP) schreibt vor, dass dieser Käse aus der Milch von Kühen hergestellt werden muss, die im Sommer auf Bergwiesen weiden. Die zugelassenen Gemeinden liegen in den Départements Aveyron, Cantal, Corrèze, Haute-Loire und Puy-de-Dôme. Herstellungszeitraum ist zwischen dem 15. April und dem 15. November, in dieser Zeit ist auch Weidehaltung vorgeschrieben. Es handelt sich um einen Fermier-Käse, also eine Käsesorte, die jeweils auf einem Hof mit der Milch der dort gehaltenen Tiere hergestellt werden muss. Wird wie ursprünglich nur die Milch des Salers-Rindes, einer sehr urtümlichen Hausrindrasse mit rotbraunem Fell und lyraförmigen Hörnern verwendet, dann  darf der Käse zusätzlich die Bezeichnung „tradition salers“ tragen. Mittlerweile produzieren die Bauern jedoch auch Käse mit Milch von Holsteinkühen. Das Dicklegen der Milch mit Lab muss direkt nach dem Melken in einem speziellen traditionellen Holzbottich, der sogenannten „Gerle“, bei 30 bis 34 °C erfolgen. Die in dem Holz des Bottichs lebende Bakterienflora trägt maßgeblich zum Charakter des Käses bei. Der Käsebruch wird zunächst zerkleinert und gepresst, dann ruht er mehrere Stunden. Es folgt eine Säuerungsphase von 8 bis 12 Stunden. Nach Zermahlen und Salzen wird der Käse von Hand in die endgültige, größere Form gelegt, und dann nochmals etwa 2 Tage gepresst. Abschließend reift der Käse bei 6 bis 14 °C und mindestens 95 % Luftfeuchtigkeit für mindestens drei Monate unter regelmäßigem Abreiben und Wenden.
2023 wurden laut INAO 1064 Tonnen produziert.
Cantal unterscheidet sich insofern vom Salers, als er in der Winterperiode hergestellt wird und somit Heu als Futtergrundlage hat. Die Besonderheit der beiden Käsesorten besteht u. a. darin, dass sie durch das Zermahlen und die zweite Pressung eine spezielle Textur erhalten.

## Geschichte
Die Käseherstellung in der Auvergne hat eine lange Tradition – bereits der Römer Plinius der Ältere berichtet in seiner Naturalis historia, Buch 11, darüber. Es wird vermutet, dass diese Käsesorte mittlerweile eine 2.000 Jahre währende Herstellungstradition hat. In der Encyclopédie ou Dictionnaire raisonné des sciences, des arts et des métiers von 1751 werden in dem Beitrag „Käse der Auvergne“ die Orte Le Cautale und Le Salers genannt, und die dortige Käseherstellung nebst zugehörigen Utensilien ausführlich beschrieben. Die Bezeichnung „Salers Haut-Montagne“ wurde per Dekret vom 21. Dezember 1961 erstmals als geschützte Ursprungsbezeichnung anerkannt. Dieses Dekret nahm Bezug auf die Regelungen des Cantal, mit den zusätzlichen Anforderungen der ausschließlichen traditionellen Herstellungsweise zwischen 20. Mai und 30. September aus Milch von Kühen aus Weidehaltung in den Teilen der zugelassenen Region, die mindestens 850 m hoch liegen. Per Dekret vom 26. Dezember 1979 wurde die Bezeichnung in „Salers“ geändert, und sowohl die zugelassene Region als auch die Herstellungsweise unabhängig von den Regelungen des Cantal eigenständig festgelegt. Es folgten weitere Anpassungen, die ausdrückliche Verwendung der „Gerle“ wurde im Jahre 2000 in das Lastenheft aufgenommen. Seit 2017 ist der Herstellungsprozess des Salers ein immaterielles französisches Kulturerbe.
Im August 2022 wurde die Herstellung wegen der großen Dürre vorübergehend ausgesetzt. Die Weiden waren so ausgetrocknet, dass die erforderliche Ernährung der Kühe mit frischem Gras nicht mehr möglich war. Am 25. Oktober 2022 wurde eine Ausnahmeregelung erlassen, die vom 15. September bis 15. November 2022 die Fütterung mit Heu zuließ.